# Zayn Malik
Zayn Malik, właśc. Zain Javadd Malik (/ˈmælɪk/, urdu ‏زین جواد ملک‎‬; ur. 12 stycznia 1993 w Bradford) – brytyjski piosenkarz pochodzenia pakistańskiego i autor tekstów piosenek.
W 2010 wziął udział w castingu do wersji brytyjskiej programu The X Factor. Po wyeliminowaniu go z konkursu uczestników solowych przyjął propozycję pozostania w programie jako członek grupy złożonej z pięciu osób. Zgodziwszy się na te warunki, został członkiem boys bandu One Direction, z którego odszedł w marcu 2015. Od 2016 artysta solowy, wydał cztery albumy studyjne: Mind of Mine (2016), Icarus Falls (2018), Nobody Is Listening (2021) i Room Under the Stairs (2024). Pierwszą płytę promował singlem „Pillowtalk”, dzięki któremu stał się pierwszym brytyjskim artystą solowym, który z debiutanckimi projektami dotarł na szczyt amerykańskich list Billboard 200 i Hot 100 oraz brytyjskiej UK Singles Chart.
Laureat American Music Award, Billboard Music Award czy MTV Video Music Award.

## Wczesne lata
Urodził się 12 stycznia 1993 w Bradford, West Yorkshire w Anglii. Jest synem Yasera i Tricii Malików, jego ojciec jest brytyjskim Pakistańczykiem, a matka – Brytyjką, która po ślubie z Yaserem przeszła na islam. Sam, mimo że wychował się w tradycji islamskiej, w 2018 odszedł od kultywowania tej religii. Ma starszą siostrę Doniyę i dwie młodsze siostry, Waliyhę i Safaę.
Dorastał w East Bowling, znajdującym się na południu od centrum Bradford. Uczęszczał do Lower Fields Primary School i Tong High School. Podczas nauki w szkole Malik uprawiał boks przez dwa lata, od 15 do 17 roku życia.

## Kariera

### Działalność z One Direction

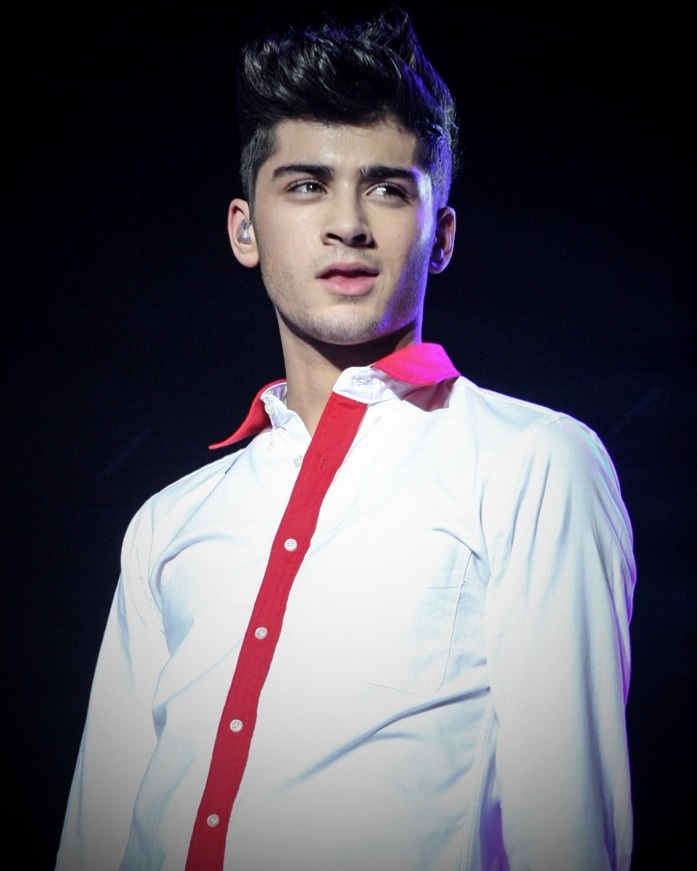
Malik podczas koncertu (2012)

W 2010 wziął udział w przesłuchaniach do programu The X Factor w Manchesterze. Start w castingach tłumaczył słowami: Jestem tu, aby zdobyć doświadczenie. Przeszedł do drugiej rundy, ale został wyeliminowany przed odcinkami finałowymi. Jurorzy Nicole Scherzinger i Simon Cowell włączyli go do zespołu One Direction utworzonego na potrzeby programu z czterema innymi wokalistami (Niall Horan, Liam Payne, Harry Styles, Louis Tomlinson). Z zespołem zajął trzecie miejsce w finale. Po udziale w programie wraz z grupą podpisał kontrakt płytowy z wytwórnią Syco i Columbią. Z One Direction wydał cztery albumy studyjne: Up All Night (2011), Take Me Home (2012), Midnight Memories (2013) i Four (2014), a także wylansował przeboje: „What Makes You Beautiful”, „Live While We’re Young”, „Kiss You”, „Little Things”, „Best Song Ever”, „Story of My Life”.

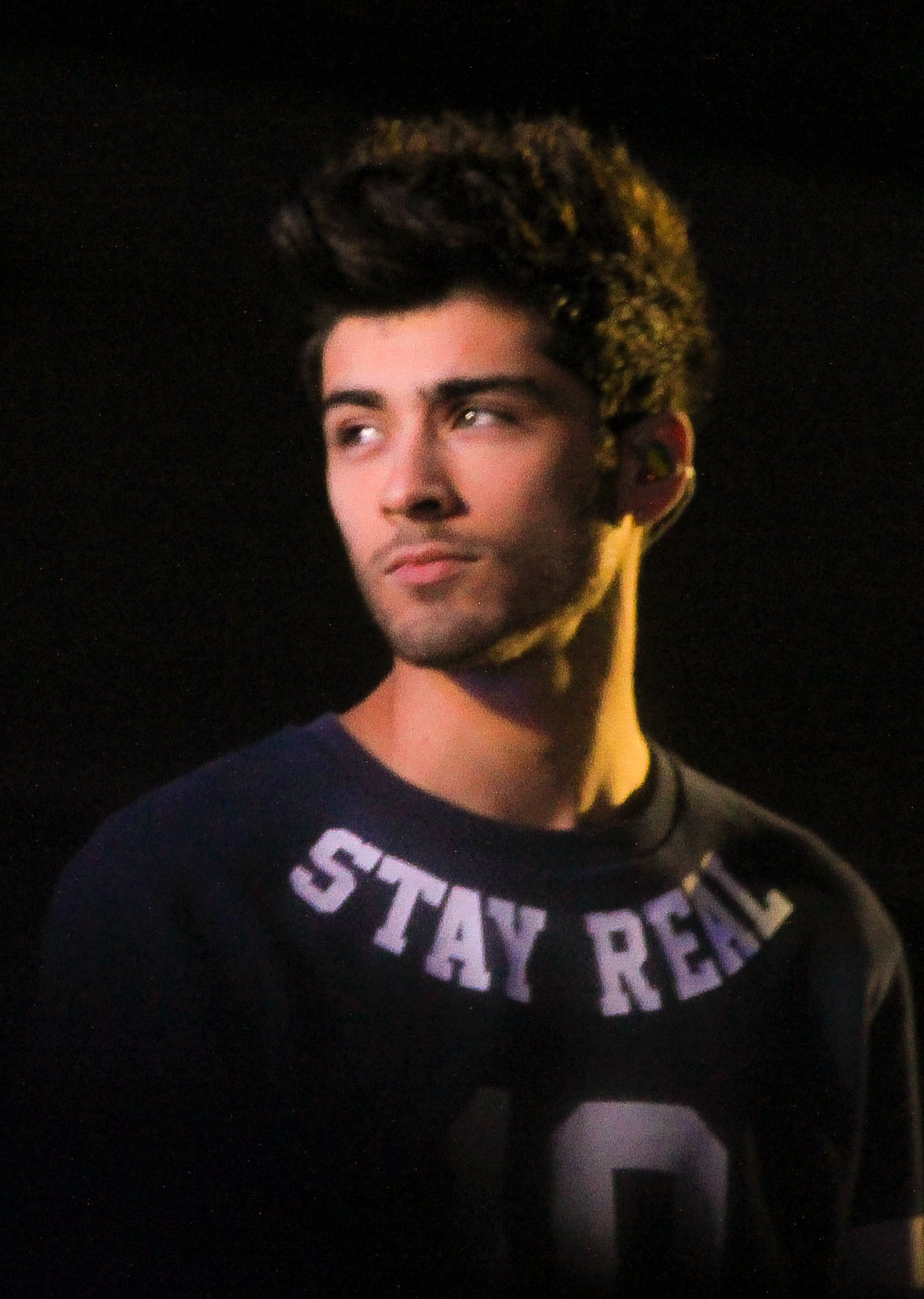
Malik podczas koncertu w Chile (2014)

Zayn opuścił zespół 25 marca 2015, wyrażając chęć bycia „normalnym 22-latkiem, który ma czas, aby odpocząć, mieć życie prywatne i nie być ciągle pod ostrzałem mediów”. Zrobił to po sześciodniowej przerwie spowodowanej stresem związanym z zainteresowaniem medialnym. Zaprzeczył on również istnieniu konfliktów między członkami zespołu, tłumacząc, że zespół w pełni popiera jego decyzję. Ostatni raz wystąpił z One Direction podczas koncertu 18 marca 2015 w Hongkongu w ramach trasy On the Road Again Tour.

### Kariera solowa
W marcu 2015 został zauważony w studiu nagraniowym w Londynie z producentem Naughty Boyem. Odkąd opuścił One Direction, ciągle pojawiały się spekulacje na temat jego domniemanej solowej kariery oraz jego solowej płyty, którą miał wydać w 2016. 31 marca 2015 Naughty Boy opublikował solową piosenkę Zayna – „I Won’t Mind”. 29 lipca 2015 zawiadomił, że podpisał kontrakt muzyczny z RCA Records.
29 stycznia 2016 wydał teledysk do piosenki „Pillowtalk” (w którym zagrała jego życiowa partnerka Gigi Hadid), a 25 marca tego samego roku – solowy album pt. Mind of Mine. Poza tym w 2016 wypuścił piosenkę „wHo” do ścieżki dźwiękowej filmu Pogromcy duchów 3 i utwór „Cruel” z duetem Snakehips, a także zaśpiewał gościnnie w piosence „Freedun” Mii. 1 listopada 2016 wydał książkę autobiograficzną pt. Zayn.
W 2017 wydał dwa single: „Still Got Time” (nagrany z gościnnym udziałem PartyNextDoora) i „Dusk Till Dawn” (z udziałem Sii). W kwietniu 2018 usunął posty w serwisie Instagram, zmienił zdjęcie profilowe, a także dodał trailer zwiastujący jego kolejny singiel, „Let Me”, który został wydany 12 kwietnia. 23 maja wydał singiel „Entertainer”. W maju 2019 wziął udział w nagraniu soundtracku do filmu Aladyn wraz z Zhavią Ward. Produkcję promował nagrany przez nich singiel „A Whole New World”.
Jego zdjęcia były publikowane na okładkach magazynów: „GQ”, „Elle”, „Vogue”, „Interview”, „Bravo”, „Glamour” i „Teen Vogue”.

## Życie prywatne
Był zaręczony z piosenkarką Perrie Edwards z Little Mix. Z nieformalnego związku z modelką Gigi Hadid ma córkę Khai (ur. 2020). Większość czasu spędza na farmie w Bucks County w stanie Pensylwania, ma też apartament w SoHo na Manhattanie.

## Dyskografia
Albumy
| Tytuł               | Dane dot. albumu                                | Pozycja na liście | Pozycja na liście | Pozycja na liście | Pozycja na liście | Pozycja na liście | Pozycja na liście | Pozycja na liście | Certyfikat                                                                               |
| Tytuł               | Dane dot. albumu                                | UK                | USA               | AUS               | NOR               | POL               | NLD               | FRA               | Certyfikat                                                                               |
| ------------------- | ----------------------------------------------- | ----------------- | ----------------- | ----------------- | ----------------- | ----------------- | ----------------- | ----------------- | ---------------------------------------------------------------------------------------- |
| Mind of Mine        | - Data: 25 marca 2016 - Wydawca: RCA Records    | 1                 | 1                 | 1                 | 1                 | 2                 | 3                 | 3                 | - UK: srebrna płyta - USA: platynowa płyta - POL: platynowa płyta - CAN: platynowa płyta |
| Icarus Falls        | - Data: 14 grudnia 2018 - Wydawca: RCA Records  | 77                | 61                | 60                | –                 | –                 | 40                | –                 | - POL: platynowa płyta                                                                   |
| Nobody is listening | • Data: 15 stycznia 2021 • Wydawca: RCA Records |                   |                   |                   |                   |                   |                   |                   |                                                                                          |

Single
| „Pillowtalk”                                     | 2016 | 1   | 1  | 1   | 2  | 21 | 9  | 4   | - UK: platynowa płyta - BEL: złota płyta - FRA: platynowa płyta - DAN: platynowa płyta - USA: 3× platynowa płyta - CAN: 4 × platynowa płyta - POL: diamentowa płyta                               | Mind of Mine                             |
| „Like I Would”                                   | 2016 | 30  | 55 | 31  | –  | –  | 44 | 117 | - UK: srebrna płyta - CAN: złota płyta - AUS: platynowa płyta - ITA: złota płyta - SWE: złota płyta - USA: złota płyta                                                                            | Mind of Mine                             |
| „WRoNg” (feat. Kehlani)                          | 2016 | 118 | –  | –   | –  | –  | –  | –   | | Mind of Mine                             |
| „I Don’t Wanna Live Forever” (oraz Taylor Swift) | 2016 | 5   | 2  | 3   | 2  | 14 | 6  | 4   | - FRA: diamentowa płyta - AUS: 2x platynowa płyta - CAN: 2x platynowa płyta - UK: platynowa płyta - USA: 3x platynowa płyta - BEL: platynowa płyta - DAN: platynowa płyta - POL: diamentowa płyta | Ciemniejsza strona Greya                 |
| „Still Got Time” (feat. PartyNextDoor)           | 2017 | 24  | 66 | 20  | –  | –  | 52 | 36  | - UK: złota płyta - USA: złota płyta - AUS: platynowa płyta - CAN: złota płyta | Icarus Falls (Japońska edycja specjalna) |
| „Dusk Till Dawn” (feat. Sia)                     | 2017 | 5   | 44 | 6   | 3  | 1  | 7  | 2   | - AUS: 3x platynowa płyta - BEL: platynowa płyta - FRA: diamentowa płyta - DAN: złota płyta - POL: diamentowa płyta - USA: platynowa płyta - UK: platynowa płyta - NLD: platynowa płyta           | Icarus Falls (Japońska edycja specjalna) |
| „Let Me”                                         | 2018 | 20  | 73 | 29  | 32 | –  | 29 | 74  | | Icarus Falls                             |
| „Entertainer”                                    | 2018 | 95  | –  | 142 | –  | –  | –  | 140 | | Icarus Falls                             |
| „Sour Diesel”                                    | 2018 | –   | –  | –   | –  | –  | –  | –   | | Icarus Falls                             |
| „Too Much” (feat. Timbaland)                     | 2018 | 79  | –  | 145 | –  | –  | –  | –   | | Icarus Falls                             |
| „Fingers”                                        | 2018 | –   | –  | –   | –  | –  | –  | –   | | Icarus Falls                             |
| „No Cadle No Light” (feat. Nicki Minaj)          | 2018 | –   | –  | 95  | –  | –  | –  | –   | | Icarus Falls                             |
| „–” singel nie był notowany.                     |      |     |    |     |    |    |    |     | |                                          |

Single promocyjne
| „IT’s YoU”                   | 2016 | 48 | 59 | 38 | 65 | Mind of Mine |
| „BeFoUr”                     | 2016 | 85 | –  | 86 | –  | Mind of Mine |
| „–” singel nie był notowany. |      |    |    |    |    |              |

## Filmografia
- One Direction: This Is Us (jako on sam, 2013, film dokumentalny, reżyseria: Morgan Spurlock)[57]